# Jeon Ha-young
Jeon Ha-young (kor. 전하영, ur. 18 sierpnia 2001) – koreańska szablistka, brązowa medalistka mistrzostw świata.
W 2021 roku zdobyła złoto indywidualnie i drużynowo na mistrzostwach świata juniorów w Kairze.
Podczas mistrzostw świata w Mediolanie w 2023 roku Koreanki w składzie: Choi Se-bin, Jeon Eun-hye, Jeon Ha-young i Yoon Ji-su zdobyły brązowy medal w zawodach drużynowych. W turnieju indywidualnym zajęła tam czternaste miejsce.